# Adidharma
Adidharma is een bestuurslaag in het regentschap Cirebon van de provincie West-Java, Indonesië. Adidharma telt 6369 inwoners (volkstelling 2010).